# Royal Hunt
I Royal Hunt sono un gruppo power/progressive metal danese, formatosi a Copenaghen nel 1991.

## Storia del gruppo
Formati nel 1991 dal tastierista di origini russe André Andersen raggiunsero il loro apice (soprattutto in Giappone) con gli album Moving target e Paradox (intermezzati dal Live - 1996), forti soprattutto delle eccezionali doti canore di D.C. Cooper, unitosi alla band nel 1994 . Nel 1999 quest'ultimo lasciò la band in favore di John West, proveniente dagli Artension, il quale a sua volta lascerà la band nel 2006. Nel dicembre 2007 viene annunciato il nuovo cantante, Mark Boals.
Dopo la registrazione dell'album X e una mini-tournée, i Royal Hunt annunciano il rientro di D.C. Cooper che li ha visti impegnati nella registrazione di un nuovo album intitolato Show Me How to Live, la cui data di uscita europea è prevista per il 2 dicembre 2011.
Il ritorno di D.C. Cooper ha riportato nuova linfa nella band che nel 2013 vede André Andersen e soci con una nuova uscita sulla scia del precedente album con A Life to Die For prevista per il 20 novembre 2013.

## Formazione

### Formazione attuale
- D.C. Cooper - voce (1994-1999; 2011-presente)
- Jonas Larsen - chitarra (2011-presente)
- André Andersen - tastiere (1991-presente)
- Andreas Passmark - basso (2009-presente)
- Andreas Johansson - batteria (2015-presente)

### Ex componenti
- Mark Boals - voce (2007-2011)
- John West - voce (1999-2006)
- Henrik Brockmann - voce (1991-1994)
- Jacob Kjaer - chitarra (1993-2004)
- Marcus Jidell - chitarra (2004-2011)
- Steen Mogensen - basso (1991-2007)
- Kenneth Olsen - batteria (1991-1996; 2004-2007)
- Allan Sorensen - batteria (1996-2002; 2007-2015)

## Discografia

### Album in studio
- 1992 - Land of Broken Hearts
- 1993 - Clown in the Mirror
- 1995 - Moving Target
- 1997 - Paradox
- 1999 - Fear
- 2001 - The Mission
- 2003 - Eyewitness
- 2005 - Paper Blood
- 2011 - Show Me How to Live
- 2013 - A Life to Die For
- 2015 - Devil’s Dozen
- 2018 - Cast In Stone
- 2020 - Dystopia
- 2023 - Dystopia II